# Тикаша
Тикаша́ (рос. Тыкаша) — село у складі Ясненського міського округу Оренбурзької області, Росія.
Стара назва — отділення № 2 совхоза імені Космонавта Комарова.

## Населення
Населення — 196 осіб (2010; 329 у 2002).
Національний склад (станом на 2002 рік):
- казахи — 79 %